# Juana de Bar, condesa de Marle y Soissons

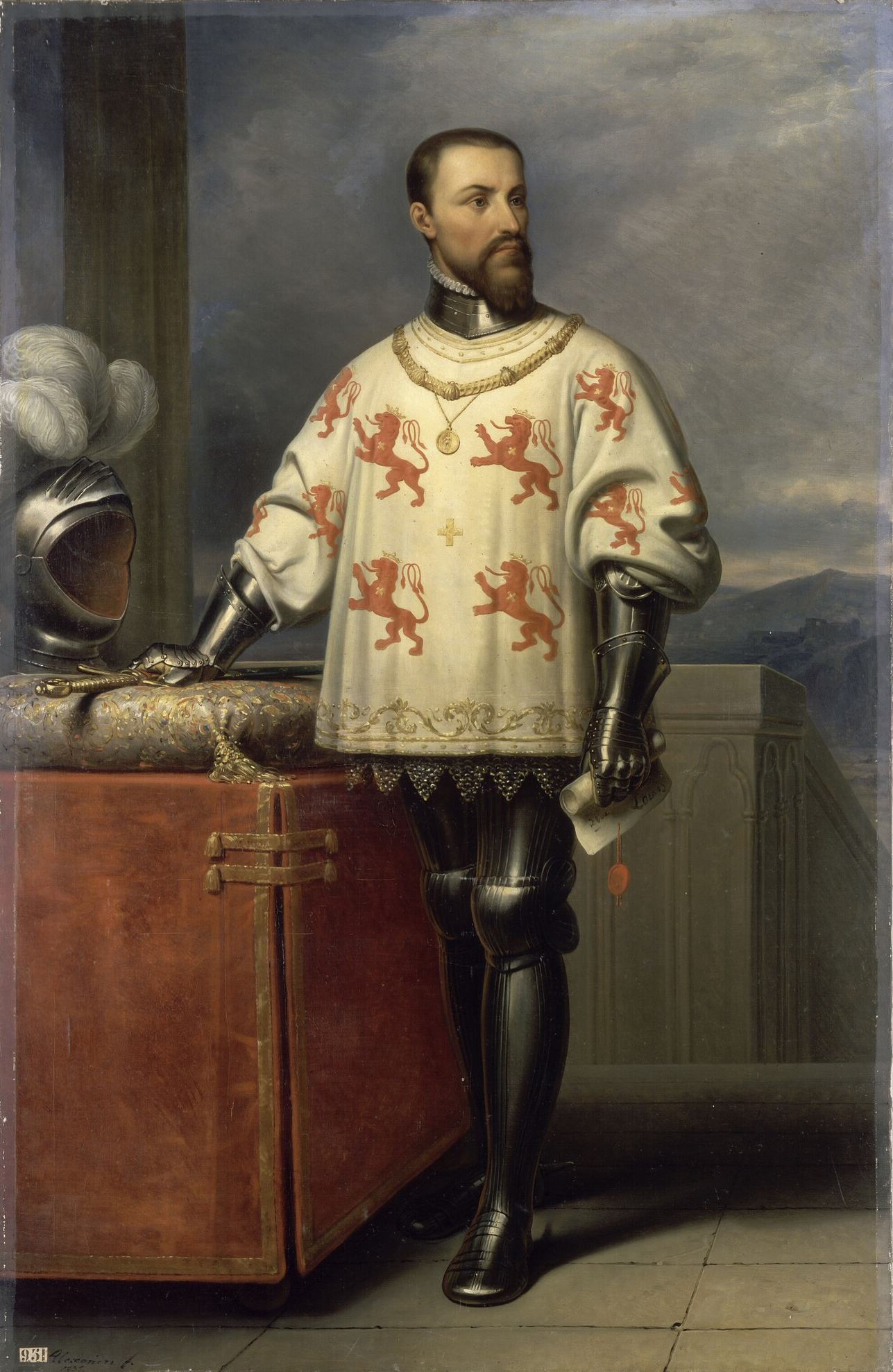
Luis de Luxemburgo, Conde de Saint-Pol, de Brienne, de Ligny, y Conversano, Condestable de Francia, era el marido de Juana de Bar.

Juana de Bar (1415 – 14 de mayo de 1462), suo jure, condesa de Marle y Soissons, Dame d''Oisy, vizcondesa de Meaux, y condesa de Saint-Pol, Brienne, Ligny, y Conversano  fue una condesa francesa. 
En 1430, a la edad de quince años, Juana fue una de las tres mujeres que estuvieron a cargo de Juana de Arco, mientras ésta estuvo prisionera en el castillo de Juan II de Luxemburgo, Conde de Ligny, padrastro de Juana. Entres sus descendientes se cuentan María I de Escocia, Enrique IV de Francia y los Borbones reyes de Francia.

## Familia
Juana nació en 1415, siendo la única hija de Robert de Bar, conde de Marle y Soissons, Sire d'Oisy (1390 - 25 de octubre de 1415), hijo a su vez de María de Coucy, condesa de Soissons, nieta del Eduardo III de Inglaterra. Su madre era Juana de Béthune, vizcondesa de Meaux (c.1397 - finales de 1450).
El 25 de octubre de 1415, su padre murió en la Batalla de Agincourt, dejando a Juana cuando ella era aún un bebé, como única heredera de los títulos y propiedades de su padre. En 1418, su madre se casó con Juan II de Luxemburgo, Conde de Ligny y de Guisa (1392 – 5 de enero de 1441), hijo de Juan de Luxemburgo, Sire de Beauvois y Marguerite de Enghien, condesa de Brienne y de Conversano. El matrimonio no tuvo hijos.
El padrastro de Juana fue encargado de custodiar a  Juana de Arco, que fue enviada a su castillo de Beaurevoir. Juana de Arco, tres años mayor que Juana de Bar, quedó al cuidado de Juana, su madre y Jeanne de Luxemburgo, una anciana tía de Juan de Luxemburgo. Las tres damas hicieron todo lo posible para consolar a Juana en su cautiverio, e intentaron, sin éxito, convencerla de que cambiara su atuendo masculino por otro femenino. No obstante, Juana de Arco se mostró agradecida hacia ellas. Sin embargo, y pese a los ruegos de las tres mujeres, Juana fue entregada por el conde a los ingleses a cambio de 10.000 libras.

## Matrimonio y descendencia
El 16 de julio de 1435, a la edad de veinte años, Jeanne se casó con Luis de Luxemburgo, conde de Saint-Pol, Brienne, de Ligny, y Conversano, Condestable de Francia (1418 – 19 de diciembre de 1475). El matrimonio se celebró en el Castillo de Bohain. Este era el primer matrimonio para Luis, que era el primogénito de Pedro de Luxemburgo, conde de Saint-Pol, Brienne, y Conversano, y su esposa Margarita de Baux. Luis había sido criado por su tío paterno, Juan II de Luxemburgo, Conde de Ligny y Guisa y padrastro de Juana, por lo que ambos jóvenes se conocían bien. Juan designó a Luis como heredero de sus condados de Ligny y Guisa, pero tras su muerte en 1441, Carlos VII de Francia se apropió de tierras y títulos. El título de Ligny fue finalmente devuelto a Luis. El condado y las propiedades de Guisa fueron entregados a la hermana menor de Luis, Isabelle, como dote, pasando a su marido, Carlos, conde de Maine, tras su matrimonio, en 1443. 
Juana sucedió a su madre como vizcondesa de Meaux tras la muerte de esta en 1450.
Juana y Luis tuvieron siete hijos:
- Juan de Luxemburgo, Conde de Marle y Soissons, Gobernador de Borgoña (muerto en la Batalla de Morat el 22 de junio de 1476).
- Jacqueline de Luxemburgo (murió en 1511), esposa de Philippe de Croy, II conde de Porcien.
- Pierre II de Luxemburgo, Conde de Saint-Pol, de Brienne, de Ligny, Marle y Soissons (1448 – 25 de octubre de 1482), el 12 de julio de 1466, se casó con Margarita de Saboya (1439 Turín – 9 de marzo de 1483 Brujas), Luis, duque de Saboya y de Ana de Lusignan de Chipre, viuda de Giovanni IV Paleólogo, Marqués de Montferrato, con quien tuvo varios hijos, incluyendo a María de Luxemburgo (c. abril de 1467 – 1 de abril de 1547), esposa de Francisco de Borbón, conde de Vendôme, y de quien descienden María I de Escocia, Enrique IV de Francia, el linaje de los reyes de Francia de la Casa de Borbón, y los duques de Guisa de la Casa de Lorena.
- Helene de Luxemburgo (murió el 23 de agosto de 1488), esposa de Jano de Saboya, Conde de Faucigny, Gobernador de Niza (1440-1491), el hermano de su cuñada, Margarita de Saboya.
- Carlos de Luxemburgo, Obispo de Laon (1447 – 24 de noviembre de 1509).
- Anthony I, Conde de Ligny, Brienne, y Roussy (murió en 1519), casado con Antonieta de Bauffrémont, condesa de Charny; después con Françoise de Croÿ-Chimay, y finalmente con Gillette de Coélivy.
- Filippa de Luxemburgo (murió en 1521), Abadesa en Moncel.

## Muerte
Juana murió el 14 de mayo de 1462 a los cuarenta y siete años. Su marido se casó posteriormente con María de Saboya (20 de marzo de 1448 – 1475), hija de Luis, Duque de Saboya y de Ana de Chipre, con la cual tuvo tres hijos más. María era hermana de su nuera Margarita de Saboya. Luis de Luxemburgo, fue encarcelado en la Bastilla y después decapitado en París el 19 de diciembre de 1475 por traición hacia Luis XI de Francia.